# حفل توزيع جوائز الغولدن غلوب السابع والستون
هي الذكرى السنوية السابعة والستين للغولدن غلوب وقد اقيمت في فندق بيفرلي هيلتون في بيفرلي هيلز كاليفورنيا يوم الأحد ال17 من يناير 2010 وقد اذيعت على قناة NBC الأمريكية. وDubai One وMBC4 في الشرق الأوسط وشمال أفريقيا.

## الترشيحات والجوائز
| أفضل فلم سينمائي | أفضل فلم سينمائي |
| درامي | كوميدي أو موسيقي |
| --- | --- |
| - أفاتار - خزانة الألم - أوغاد مجهولون - ثمينة - فوق في الجو | - ذا هانج أوفر - 500 يوم من الصيف - أمر معقد - جولي وجوليا - تسعة |
| أفضل أداء في فيلم سينمائي - دراما | |
| ممثل | ممثلة |
| - جيف بريدجيتس - قلب مجنون بدور باد بلايك - جورج كلوني - فوق في الجو بدور رايان بينغهام - كولن فيرث - رجل وحيد بدور جورج فولكونر - مورغان فريمان - الذي لا يقهر بدور نيلسون مانديلا - توبي مغواير - إخوة بدور سام كاهيل                                   | - ساندرا بولوك - البعد الآخر بدور لي آن توي - إيميلي بلنت - فيكتوريا الصغيرة بدور الملكة فيكتوريا - هيلين ميرين - المحطة الأخيرة بدور صوفيا تولستويا - كيري موليغان - بدور جيني ميلر في التعليم - غابوري سايدابي - ثمينة بدور Claireece "Precious" Jones |
| أفضل أداء في فيلم سينمائي موسيقي أو كوميدي | |
| ممثل | ممثلة |
| - روبرت دوني جونير - بدور شارلوك هولمز في شارلوك هولمز - مات دايمون - The Informant! بدور مارك ويتاكر - دانييل دي لويس - بدور غيودو كونتيني في تسعة - جوزيف ليفيت - بدور توم هانسن في 500 يوم من الصيف - مايكل ستوهلبارغ - بدور لاري غوبرينك في رجل جاد   | - ميريل ستريب - بدور جوليا تشايلد جولي وجوليا - ساندرا بولوك - عرض الزواج بدور مارغريت تيت - ماريو كوتيلاند - تسعة بدور لويزا كونتيني - جوليا روبرتس - الخداع بدور كلير ستينيك - ميريل ستريب - It's Complicated بدور جين أدلر                            |
| أفضل دور مساعد في فيلم سينمائي | |
| ممثل | ممثلة |
| - كريستوف ولتز - أوغاد مجهولون بدور العقيد. هانز لاندا - مات ديمون - الذي لا يقهر بدور فرونسوا بينار - وودي هاريلسون - المبعوث بدور الكابتن. توني ستون - كريستوفر بلامر - المحطة الأخيرة بدور ليو تولستوي - ستانلي كتتر - العظام المحبوبة بدور جورج هارفي | - مونيك - ثمينة بدور ماري لي جونستون - بينولوبي كروز - تسعة بدور كارلا ألبانيز - فيرا فارميغا - فوق في الجو بدور أليكس غوران - اننا كيندرينك - فوق في الجو بدور ناتالي كينر - جوليان مور - رجل وحيد بدور تشارلي                                          |
| أفضل مخرج | جائزة غولدن غلوب لأفضل سيناريو |
| - جيمس كاميرون - أفاتار - كاثرين بيغلو - خزانة الألم - كلينت إيستوود - الذي لا يقهر - جيسون ريتمان - فوق في الجو - كويتنين تارينتيك - أوغاد مجهولون | - جايسون ريتمان، شيلدون تيرنر - فوق في الجو - نيل بلومكام، تيري تاتشل - المقاطعة 9 - مارك بول - خزانة الألم - نانسي مايرز - It's Complicated - كوينتين تارينتيك - أوغاد مجهولون                                                                          |
| أفضل اداء | أفضل اداء موسيقي |
| - مايكل غياكنيو - فوق - مارفين هامليسك - The Informant! - جيمس هورنر - أفاتار - ابيل - رجل وحيد - كارين او، كارتر بورول - حيث تكون الأشياء البرية | - "The Weary Kind" - Crazy Heart - "Cinema Italiano" - تسعة - "(I Want To) Come Home" - الجميع بخير - "I See You ‏" - أفاتار - "Winter" - إخوة |
| جائزة غولدن غلوب لأفضل فيلم رسوم متحركة | أفضل فيلم اجنبي |
| - فوق - غائم مع فرصة لتساقط كرات اللحم - كورالاين - السيد فوكس الرائع - الأميرة والضفدع | - الشريط الأبيض • ألمانيا - Baarìa - La porta del vento • إيطاليا - عناقات مكسورة • إسبانيا - الخادمة • شيلي - نبي (فيلم) • فرنسا |

## روابط خارجية
- حفل توزيع جوائز الغولدن غلوب السابع والستون على موقع IMDb (الإنجليزية)